# Devletliağaç, Kofçaz
Devletliağaç là một xã thuộc huyện Kofçaz, tỉnh Kırklareli, Thổ Nhĩ Kỳ. Dân số thời điểm năm 2011 là 198 người.